# Моргул
Моргул — село в Сретенском районе Забайкальского края России в составе городского поселения «Сретенское». 

## География
Село находится на левом берегу Шилки у северо-восточной окраины города Сретенска. 
Климат
Климат характеризуется как резко континентальный с продолжительной холодной малоснежной зимой и коротким тёплым летом. Среднегодовая температура воздуха составляет −5,3 — +3 °С. Средняя многолетняя температура самого холодного месяца (января) составляет −28 — −24 °С (абсолютный минимум — −55 °С), температура самого тёплого (июля) — 16 — 19 °С (абсолютный максимум — 40 °С). Безморозный период длится в течение 80 — 100 дней. Среднегодовое количество осадков — 350—400 мм.
Часовой пояс
Село Моргул находится в часовой зоне МСК+6. Смещение применяемого времени относительно UTC составляет +9:00.

## Население
Постоянное население составляло 66 человек в 2002 году (русские 100%), 44 человека в 2010 году.